# Doina Ignat
Doina Ignat (ur. 20 grudnia 1968 w Rădăuți-Prut) – rumuńska wioślarka, wielokrotna medalistka olimpijska.
Pierwszy medal olimpijski – srebrny – wywalczyła w Barcelonie w 1992 w czwórce podwójnej. Na następnej olimpiadzie sięgnęła po złoto w ósemce. Jako członkini tej osady zdobyła także złoto w Sydney i Atenach oraz brąz w Pekinie. W Sydney z Georgetą Damian triumfowała również w dwójce bez sternika. Zdobywała tytuły mistrzyni świata.

## Osiągnięcia
- Mistrzostwa Europy – Poznań 2007 – ósemka – 1. miejsce[2].
- Mistrzostwa Europy – Ateny 2008 – ósemka – 1. miejsce[2].
- Igrzyska Olimpijskie – Pekin 2008 – ósemka – 3. miejsce[2].